# Teferi Benti
El Brigadier General Teferi Benti o Tafari Benti (Addis Abeba, 1921 – 3 de febrer de 1977) fou cap d'Estat d'Etiòpia (28 de novembre de 1974 - 3 de febrer de 1977) i president del Derg, la junta militar que governava el país. El seu títol oficial era President del Consell Administratiu Militar Provisional.

## Vida
Tafari Benti va néixer prop d'Addis Abeba. Es va unir a l'exèrcit etiòpic a l'edat de 20 anys, Es va graduar a l'Acadèmia Militar d'Holetta, i va servir a la Segona, Tercera i Quarta Divisions. El 17 de novembre de 1974 el tinent General Aman Andom, president d'Etiòpia, va renunciar a tots els seus càrrecs i se'n va anar a casa, passant a la presidència provisional al tinent coronel Mengistu Haile Mariam. Andom va intentar mobilitzar als seus suports a la tercera divisió però Mengistu, més llest, va interceptar els seus missatges i va enviar tropes a casa del general per detenir-lo la vesprada del 23 de novembre de 1974; en l'intercanvi de trets Andom va morir (algunes informacions diuen que es va suïcidar). El dia 28 el Derg es reunia i nomenava president al general Teferi Benti, que aleshores era brigadier general a la Quarta Divisió estacionada a Asmara.
Durant el seu govern Teferi Benti es presentava com la cara pública de la junta militar de govern. Segons M. i D. Ottaways, mentre al principi era "un personatge neutral i una figura impotent", al final "era massa neutral, per parlar suaument, i massa reservat per ser la cara pública de la revolució." Tanmateix, segons Rene LaFort, Benti va oferir algunes pistes que donava suport als oposats a Mengistu. Una d'aquestes pistes era el juliol de 1975, quan en un discurs públic feia obertures als grups civil d'esquerra que incloïen el Partit Revolucionari Popular Etíop (EPRP) i el MEISON proposant un front unit "de totes les forces que rebutjaven l'antic règim , construït des de la base, és a dir des de les organitzacions de masses nascudes de les grans reformes"; LaFort assenyala que aquesta era "una estratègia a la qual Mengistu Haile Mariam i els seus seguidors s'oposaven i es continuarien oposant més i més decididament." Repetia aquest missatge en un discurs en el primer aniversari de la deposició d'Emperor Haile Selassie.
Durant els següents mesos, segons LaFort, el Derg es dividia sobre objectius irreconciliables: "Com es podria reforçar l'autoritat del Comitè mentre s'evitaven els perills d'autoritarisme, i com es podrien mantenir els principis de col·legialitat i al mateix temps es buscava el màxim benefici d'una concentració de poder?" I darrere això la divisió era preocupació al poder creixent de Mengistu. Per acabar amb aquesta divisió, el Derg va establir un comitè presidit pel capità Mogus Wolde Mikael per reformar l'estructura del Derg. Després de nou setmanes que LaFort descriu com "negociacions internes actives", el 29 de desembre de 1976 Tafari feia un discurs, anunciant que el Derg s'havia reestructurat. La reorganització limitava els poders de Mengistu i enviava els seus seguidors fora de la capital a posicions al camp; d'altra banda, dos dels arquitectes clau d'aquesta reforma, el capità Mogus i el capità Almayahu Haile, rebien posicions poderoses. Els seus enemics havien pensat que havien retallat les ales de Mengistu i l'havien apartat com a amenaça. Tafari Bente va anar fins i tot més lluny i, flanquejat pels capitans Mogus i Almayahu, criticava la manca d'un partit d'avantguarda en paraules que LaFort interpreta com una condemna de la guerra entre el MEISON i el EPRP que era políticament injustificable, i que hauria de romandre en qualsevol cas limitada als civils de l'esquerra sense que l'exèrcit intervingués de cap manera.".

## Mort
Malgrat aquest contratemps aparent, Mengistu demostrava que era molt més enginyós que cap dels seus adversaris, i més llest dels que aquestos es creien. L'esclat va passar el 3 de febrer de 1977, quan un intercanvi de trets es va produir durant una reunió del Comitè Executiu del Derg (sembla que Mengistu els va preparar un parany en aquesta trobada). Aquesta reunió va acabar amb les morts no només de Tafari Benti i els dos capitans, sinó també de quatre altres membres Derg que havien estat oposat a Mengistu - el tinent coronel Asrat Desta, el tinent coronel Heruy Haile Selassie, el capità Tefera Denke, i el caporal Haile Belay - així com un membre de Derg que donava suport a Mengistu, el tinent coronel Daniel Asfaw, i un civil, Senay Likke. Ottaways, que escriu poc de temps després de l'incident, fa constar que "precisament com i qui va començar el tiroteig fou un típic misteri dels del Derg. Rene LaFort relaciona una de les moltes històries en circulació a l'època, on "Mengistu simplement va convertir en el seu avantatge un tiroteig començat per algú altre". Un cert nombre de membres Derg, incloent-hi Mengistu, s'havien trobat aquell matí per parlar d'un document que descrivia la pau de classe què Tafari Bente havia presentat públicament i al que donava suport, i després d'hores de discutir, era clar que hi havia un impase. Mengistu llavors va demanar a Tafari assistir a la reunió a la tarde, i es va trobar amb el President del Derg fora i li va dir a Mengistu que no hi havia res per parlar; en la discussió un soldat de la facció anti-Mengistu va començar a disparar, i els guardaespatlles de Mengistu obriren foc, matant a Tafari instantàniament i ferint de mort a Senay Likke; Mengistu llavors va agafar la metralladora de 12.7 del vehicle armat que havia deixat fora de l'espai de reunió i va ruixar el corredor i entrada a aquest espai, massacrant els altres oficials. El professor etiòpic Bahru Zewde, encara que l'escriptura per damunt 20 anys més tard arriba físicament molt més propera a l'escena, i manifesta que simplement els morts es recollien immediatament i breument disparava.".
Poc després, Ràdio Etiòpia emetia un comunicat en el que Mengistu acusava a Tafari i els seus socis havien mort per ser seguidors secrets del Partit Revolucionari Popular Etíop (EPRP). Mengistu afirmava que havia descobert un pla mestre de 47 pàgines en possessió de Tafari, que detallava com l'EPRP reemplaçaria el "socialisme científic" del Derg.